# NGC 3263
NGC 3263 је спирална галаксија у сазвежђу Једра која се налази на NGC листи објеката дубоког неба.
Деклинација објекта је - 44° 7' 22" а ректасцензија 10h 29m 13,3s. Привидна величина (магнитуда) објекта NGC 3263 износи 11,1 а фотографска магнитуда 11,8. Налази се на удаљености од 39,1000 милиона парсека од Сунца. NGC 3263 је још познат и под ознакама ESO 263-43, MCG -7-22-18, AM 1027-435, IRAS 10270-4351, PGC 30887.